# Leucopogon attenuatus

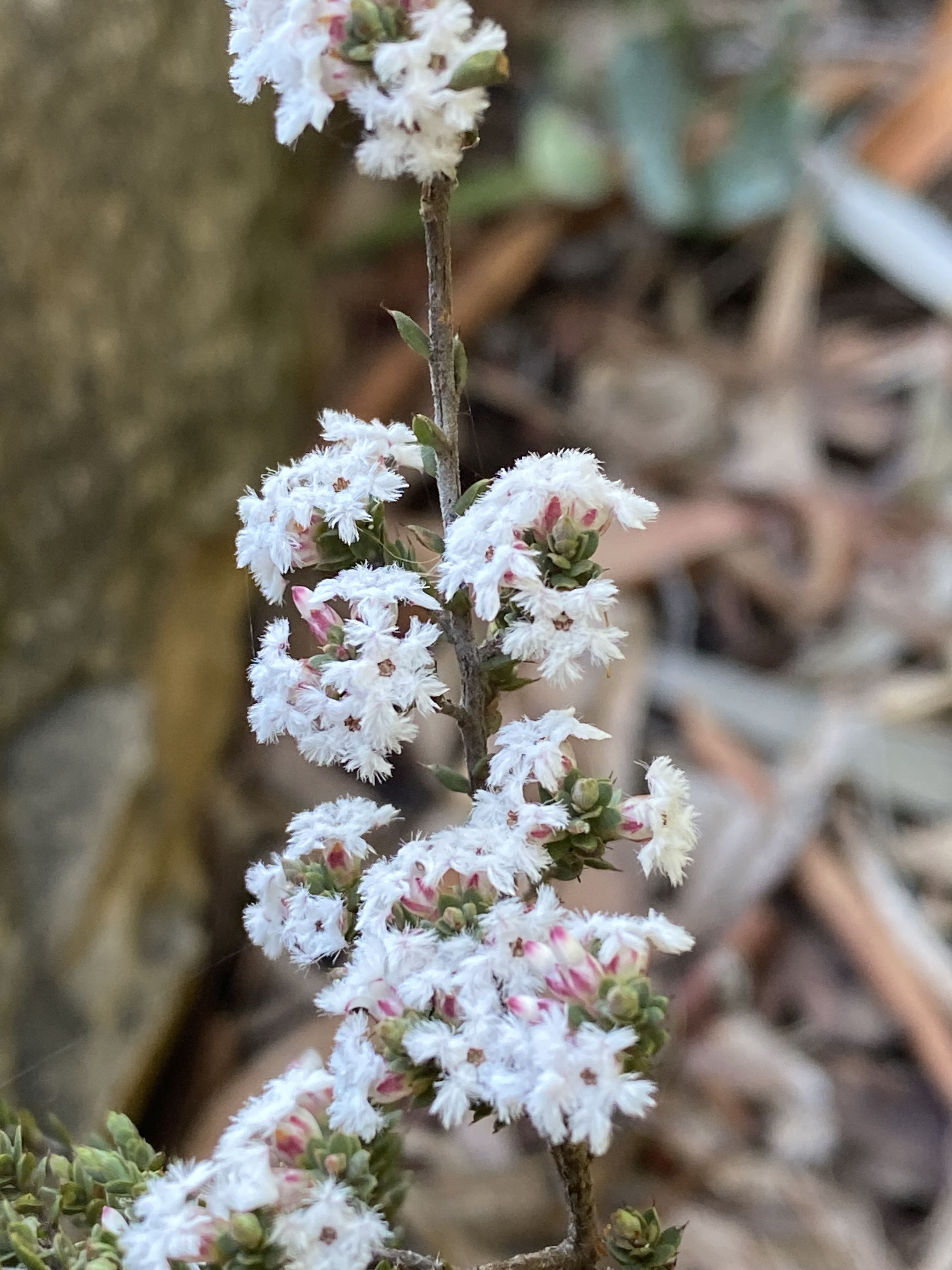
Leucopogon attenuatus

Leucopogon attenuatus är en ljungväxtart som beskrevs av Allan Cunningham. Leucopogon attenuatus ingår i släktet Leucopogon och familjen ljungväxter. Inga underarter finns listade i Catalogue of Life.